# Sandillon
Sandillon és un municipi francès, situat al departament del Loiret i a la regió de Centre – Vall del Loira. L'any 2007 tenia 3.675 habitants.

## Demografia

### Població
El 2007 la població de fet de Sandillon era de 3.675 persones. Hi havia 1.355 famílies, de les quals 225 eren unipersonals (82 homes vivint sols i 143 dones vivint soles), 432 parelles sense fills, 614 parelles amb fills i 84 famílies monoparentals amb fills.
La població ha evolucionat segons el següent gràfic:
Habitants censats

### Habitatges
El 2007 hi havia 1.433 habitatges, 1.373 eren l'habitatge principal de la família, 29 eren segones residències i 31 estaven desocupats. 1.380 eren cases i 45 eren apartaments. Dels 1.373 habitatges principals, 1.175 estaven ocupats pels seus propietaris, 177 estaven llogats i ocupats pels llogaters i 21 estaven cedits a títol gratuït; 10 tenien una cambra, 57 en tenien dues, 155 en tenien tres, 311 en tenien quatre i 840 en tenien cinc o més. 1.143 habitatges disposaven pel capbaix d'una plaça de pàrquing. A 466 habitatges hi havia un automòbil i a 836 n'hi havia dos o més.

### Piràmide de població
La piràmide de població per edats i sexe el 2009 era:
| Homes | Edats   | Dones |
| ----- | ------- | ----- |
| 4     | 95 o +  | 0     |
| 8     | 90 a 94 | 12    |
| 16    | 85 a 89 | 32    |
| 0     | 80 a 84 | 16    |
| 44    | 75 a 79 | 44    |
| 32    | 70 a 74 | 40    |
| 44    | 65 a 69 | 32    |
| 88    | 60 a 64 | 88    |
| 92    | 55 a 59 | 84    |
| 136   | 50 a 54 | 140   |
| 140   | 45 a 49 | 128   |
| 136   | 40 a 44 | 116   |
| 132   | 35 a 39 | 172   |
| 160   | 30 a 34 | 148   |
| 112   | 25 a 29 | 72    |
| 40    | 20 a 24 | 92    |
| 192   | 15 a 19 | 76    |
| 148   | 10 a 14 | 140   |
| 148   | 5 a 9   | 124   |
| 88    | 0 a 4   | 84    |

## Economia
El 2007 la població en edat de treballar era de 2.445 persones, 1.871 eren actives i 574 eren inactives. De les 1.871 persones actives 1.776 estaven ocupades (936 homes i 840 dones) i 96 estaven aturades (42 homes i 54 dones). De les 574 persones inactives 216 estaven jubilades, 232 estaven estudiant i 126 estaven classificades com a «altres inactius».

### Ingressos
El 2009 a Sandillon hi havia 1.400 unitats fiscals que integraven 3.886,5 persones, la mediana anual d'ingressos fiscals per persona era de 22.245 €.

### Activitats econòmiques
Dels 165 establiments que hi havia el 2007, 2 eren d'empreses extractives, 2 d'empreses alimentàries, 13 d'empreses de fabricació d'altres productes industrials, 35 d'empreses de construcció, 32 d'empreses de comerç i reparació d'automòbils, 6 d'empreses de transport, 7 d'empreses d'hostatgeria i restauració, 4 d'empreses d'informació i comunicació, 7 d'empreses financeres, 4 d'empreses immobiliàries, 24 d'empreses de serveis, 15 d'entitats de l'administració pública i 14 d'empreses classificades com a «altres activitats de serveis».
Dels 50 establiments de servei als particulars que hi havia el 2009, 1 era una oficina de correu, 5 tallers de reparació d'automòbils i de material agrícola, 1 autoescola, 4 paletes, 8 guixaires pintors, 7 fusteries, 4 lampisteries, 3 electricistes, 2 empreses de construcció, 3 perruqueries, 5 restaurants, 2 agències immobiliàries i 5 salons de bellesa.
Dels 10 establiments comercials que hi havia el 2009, 1 era un hipermercat, 1 un supermercat, 2 fleques, 1 una fleca, 1 una peixateria, 1 una llibreria, 1 una sabateria, 1 un drogueria i 1 una joieria.
L'any 2000 a Sandillon hi havia 45 explotacions agrícoles que ocupaven un total de 1.750 hectàrees.

## Equipaments sanitaris i escolars
L'únic equipament sanitari que hi havia el 2009 era una farmàcia.
El 2009 hi havia 1 escola maternal i 1 escola elemental.

## Poblacions més properes
El següent diagrama mostra les poblacions més properes.